# グレゴリオ・ペティット
グレゴリオ・ヘスス・ペティット（Gregorio Jesus Petit, 1984年12月10日 - ）は、ベネズエラ・ミランダ州ランデル市オクマレ・デル・トゥイ出身の元プロ野球選手（内野手）。右投右打。

## 経歴

### プロ入りとアスレチックス時代
2001年1月17日にオークランド・アスレチックスと契約してプロ入り。
2003年、傘下のルーキー級アリゾナリーグ・アスレチックスでプロデビュー。32試合に出場して打率.265、12打点、3盗塁を記録した。
2004年はA-級バンクーバー・カナディアンズでプレーし、68試合に出場して打率.256、4本塁打、35打点、3盗塁を記録した。
2005年はA級ケーンカウンティ・クーガーズでプレーし、87試合に出場して打率.289、9本塁打、33打点、8盗塁を記録した。
2006年はA+級ストックトン・ポーツでプレーし、137試合に出場して打率.256、8本塁打、63打点、22盗塁を記録した。
2007年はAA級ミッドランド・ロックハウンズでプレーし、66試合に出場して打率.306、4本塁打、31打点、9盗塁を記録した。6月21日にAAA級サクラメント・リバーキャッツへ昇格。67試合に出場して打率.277、2本塁打、28打点、1盗塁を記録した。オフの11月20日にアスレチックスとメジャー契約を結び、40人枠入りした。
2008年2月19日にアスレチックスと1年契約に合意。3月24日にAAA級サクラメントへ配属され、開幕を迎えた。5月16日にメジャーへ昇格し、18日のアトランタ・ブレーブス戦でメジャーデビュー。「8番・二塁手」で先発起用され、3打数2安打1四球1三振だった。主に守備固めとして10試合に出場していたが、6月20日にドニー・マーフィーが故障者リストから復帰したため、AAA級サクラメントへ降格した。7月5日にボビー・クロスビーが故障者リスト入りしたため、メジャーへ昇格。2試合に出場したが、7月18日にクロスビーが復帰したため、AAA級サクラメントへ降格した。8月1日に再昇格し、2試合に出場したが、8月6日にAAA級サクラメントへ降格した。この年メジャーでは14試合に出場して打率.348を記録した。
2009年2月18日にアスレチックスと1年契約に合意。[3月29日にAAA級サクラメントへ配属され、開幕を迎えた。5月1日にエリック・チャベスが故障者リスト入りしたため、メジャーへ昇格。7試合に出場したが、5月9日にAAA級サクラメントへ降格した。5月30日にトラビス・バックが故障者リスト入りしたため、メジャーへ再昇格。4試合に出場したが、11打数2安打と結果を残せず、6月9日にAAA級サクラメントへ降格した。その後メジャーへ昇格しないままシーズンを終えた。この年メジャーでは11試合に出場して打率.226、1打点を記録した。
2010年2月1日にDFAとなり、11日に40人枠を外れる形でAAA級サクラメントへ降格した。

### レンジャーズ傘下時代
2010年3月24日にエドワー・ラミレスとのトレードで、テキサス・レンジャーズへ移籍した。この年は傘下のAAA級オクラホマシティ・レッドホークスでプレーし、130試合に出場して打率.251、7本塁打、53打点、12盗塁を記録した。オフの11月6日にFAとなった。12月3日にサンディエゴ・パドレスとマイナー契約を結んだが、2011年2月16日に放出された。この年は右脚の前十字靭帯を手術したため、無所属のままシーズンを終えた。

### インディアンス傘下時代
2012年1月20日にクリーブランド・インディアンスとマイナー契約を結んだ。この年は傘下のAAA級コロンバス・クリッパーズでプレーし、111試合に出場して打率.260、10本塁打、45打点、1盗塁を記録した。オフの11月3日にFAとなった。

### パドレス傘下時代
2012年12月12日にパドレスとマイナー契約を結んだ。
2013年は傘下のAAA級ツーソン・パドレスでプレーし、134試合に出場して打率.292、4本塁打、61打点、5盗塁を記録した。オフの11月5日にFAとなった。

### アストロズ時代
2014年1月14日にヒューストン・アストロズとマイナー契約を結んだ。AAA級オクラホマシティで開幕を迎え、85試合に出場。打率.297、10本塁打、43打点、1盗塁を記録した。7月にはパシフィックコーストリーグのオールスターチームに選出された。7月25日にアストロズとメジャー契約を結び、同日のマイアミ・マーリンズ戦で5年ぶりのメジャー出場を果たした。8月1日のトロント・ブルージェイズ戦では、8回裏にアーロン・ループから決勝打となるメジャー初本塁打を放った。この年メジャーでは37試合に出場して打率.278、2本塁打、9打点を記録した。オフの12月16日にDFAとなり、22日にAAA級フレズノ・グリズリーズへ降格した。

### ヤンキース時代
2015年4月1日、金銭トレードによりニューヨーク・ヤンキースへ移籍した。7月25日にDFAとなった。オフの10月15日にFAとなった。11月には第1回WBSCプレミア12にベネズエラ代表として出場。

### エンゼルス時代
2015年12月22日にロサンゼルス・エンゼルスとマイナー契約を結んだ。
2016年の開幕は傘下のAAA級ソルトレイク・ビーズで迎えたが、5月13日にメジャー契約を結んでアクティブ・ロースター入りした。メジャーではユーティリティとしてチャンスを得て、89試合に出場。打撃では、打率.245、2本塁打、17打点、1盗塁という成績を記録。本塁打を放ったのは2シーズンぶり、盗塁を決めたのはメジャー初だった。オフの12月2日にノンテンダーFAとなった。

### ブルージェイズ傘下時代
2017年1月22日にブルージェイズとマイナー契約を結び、スプリングトレーニングに招待選手として参加することになった。AAA級バッファロー・バイソンズに配属され、メジャー昇格がないま11月6日にFAとなった。

### ツインズ時代
2017年12月8日にミネソタ・ツインズとマイナー契約を結んだ。
2018年の開幕は傘下のAAA級ロチェスター・レッドウイングスで迎え、5月1日にメジャー契約を結んでアクティブ・ロースター入りした。6月12日にマット・ベライルの加入によりDFAとなり、14日にマイナー契約でAAA級ロチェスターへ配属された。9月3日に再びメジャー契約を結んでアクティブ・ロースター入りした。この年メジャーでは26試合に出場して打率.246、3打点、3盗塁を記録した。レギュラーシーズン終了後の10月11日に40人枠外となってAAA級ロチェスターへ配属され、16日にFAとなった。

### フィリーズ傘下時代
2018年12月21日にフィラデルフィア・フィリーズとマイナー契約を結び、2019年のスプリングトレーニングに招待選手として参加することになった。2019年3月21日にFAとなった。

### 現役引退後
2020年よりヒューストン・アストロズ傘下AA級コーパスクリスティ・フックスの監督に就任した。

## 詳細情報

### 年度別打撃成績
| 年 度    | 球 団    | 試 合 | 打 席 | 打 数 | 得 点 | 安 打 | 二 塁 打 | 三 塁 打 | 本 塁 打 | 塁 打 | 打 点 | 盗 塁 | 盗 塁 死 | 犠 打 | 犠 飛 | 四 球 | 敬 遠 | 死 球 | 三 振 | 併 殺 打 | 打 率 | 出 塁 率 | 長 打 率 | O P S |
| -------- | -------- | ----- | ----- | ----- | ----- | ----- | -------- | -------- | -------- | ----- | ----- | ----- | -------- | ----- | ----- | ----- | ----- | ----- | ----- | -------- | ----- | -------- | -------- | ----- |
| 2008     | OAK      | 14    | 25    | 23    | 4     | 8     | 2        | 0        | 0        | 10    | 0     | 0     | 0        | 0     | 0     | 2     | 0     | 0     | 9     | 0        | .348  | .400     | .435     | .835  |
| 2009     | OAK      | 11    | 31    | 31    | 2     | 7     | 1        | 0        | 0        | 8     | 1     | 0     | 0        | 0     | 0     | 0     | 0     | 0     | 6     | 2        | .226  | .226     | .258     | .484  |
| 2014     | HOU      | 37    | 100   | 97    | 14    | 27    | 8        | 0        | 2        | 41    | 9     | 0     | 1        | 0     | 0     | 1     | 0     | 2     | 25    | 1        | .278  | .300     | .423     | .723  |
| 2015     | NYY      | 20    | 47    | 42    | 7     | 7     | 3        | 0        | 0        | 10    | 5     | 0     | 0        | 1     | 1     | 3     | 1     | 0     | 16    | 0        | .167  | .217     | .238     | .455  |
| 2016     | LAA      | 89    | 223   | 204   | 21    | 50    | 13       | 1        | 2        | 71    | 17    | 1     | 1        | 2     | 1     | 15    | 1     | 1     | 51    | 7        | .245  | .299     | .348     | .643  |
| 2018     | MIN      | 26    | 67    | 61    | 7     | 15    | 2        | 0        | 0        | 17    | 3     | 3     | 1        | 0     | 0     | 6     | 0     | 0     | 14    | 0        | .246  | .313     | .279     | .592  |
| MLB：6年 | MLB：6年 | 197   | 493   | 458   | 55    | 114   | 29       | 1        | 4        | 157   | 35    | 4     | 3        | 3     | 2     | 27    | 2     | 3     | 121   | 10       | .249  | .294     | .343     | .637  |

- 2019年度シーズン終了時

### 背番号
- 2（2008年 - 2009年）
- 3（2014年）
- 31（2015年）
- 8（2016年）
- 40（2018年）

### 代表歴
- 2015 WBSCプレミア12 ベネズエラ代表